# 京都第二赤十字看護専門学校
京都第二赤十字看護専門学校 （きょうとだいにせきじゅうじかんごせんもんがっこう）は、京都府京都市にある私立の専修学校である。運営母体は、日本赤十字社。

## 沿革
- 1941年（昭和16年） 日本赤十字社京都支部救護看護婦養成所として開校。
- 1949年（昭和24年） 京都第二赤十字看護学院と改称。
- 1950年（昭和25年） 京都第二赤十字高等看護学院と改称。
- 1976年（昭和51年） 京都第二赤十字看護専門学校と改称。（学校教育法に基づく医療専門課程を設置する専修学校となる。）
- 1995年（平成7年）専門士の称号が付与できる専修学校の専門課程として認可。 全寮制を廃止。
- 2002年（平成14年） 寮制を廃止、通学制へ完全移行。

## 学科
- 専門課程 看護学科 3年課程

赤十字社奨学金
- 京都第二赤十字病院奨学金
- 日本赤十字社看護師同方会奨学資金

## 取得できる資格・免許状

### 看護学科
- 看護師 国家試験受験資格
- 保健師・助産師学校受験資格
- 専門士（医療専門課程）の称号[1]
- 四年制大学編入学受験資格